# Grabówka (powiat kraśnicki)
Grabówka – wieś w Polsce, w województwie lubelskim, w powiecie kraśnickim, w gminie Annopol.
W latach 1954–1968 wieś należała i była siedzibą władz gromady Grabówka, po jej zniesieniu w gromadzie Annopol. W latach 1975–1998 miejscowość należała administracyjnie do województwa tarnobrzeskiego.
Wieś stanowi sołectwo gminy Annopol.Według Narodowego Spisu Powszechnego (III 2011 r.) wieś liczyła  457 mieszkańców. 

## Historia
Według Słownika Geograficznego Królestwa Polskiego wieś została założona w XV w. przez ród Pszonków, a następnie przeszła do Sienieńskich, którzy w XVI w. wznieśli w Grabówce rezydencję o charakterze obronnym.  Klucz grabowiecki składał się wówczas ze wsi Boiska, Sosnowa Wola, Mazanów i Wałowice. Kolejnymi właścicielami majątku w XVII w. zostali Myszkowscy h. Jastrzębiec z Mirowa, a w XVIII w. Moszyńscy h. Nałęcz. Po śmierci kasztelana lubelskiego Leona Moszyńskiego w wyniku wieloletnich procesów majątek znalazł się w rękach Henryka Dembińskiego, który po powstaniu listopadowym emigrował za granicę, a dobra zostały skonfiskowane przez rząd. 
W latach 40. XIX w. klucz grabowiecki nabył Jan Herniczek h. Kotwicz, który doprowadził do rozkwitu gospodarczego wsi, rozwijając w swych dobrach sadownictwo i pszczelarstwo. W 1873 Grabówka została rozkolonizowana, a w 1880 w parku dworskim Herniczka w Grabówce odkopano ruiny dawnego pałacu z doskonale zachowanymi dwupiętrowymi piwnicami, które ówczesny właściciel, Jan Herniczek, odremontował i adaptował na swoje potrzeby. Równocześnie wykopano staw, w którym znaleziono pozostałości po moście, prowadzącym niegdyś do dawnego pałacu. Po śmierci Jana Herniczka w 1884 r. dziedzicami dóbr zostają jego dzieci, Adam Herniczek - absolwent Królewskiej Akademii Rolniczej w Proskau, i Emilia z Herniczków Jabłoszewska (Jabłuszewska). W 1895 r. Emilia Jabłuszewska wydzierżawiła majątek Lucjanowi Skrzetuskiemu, który doprowadził go do bankructwa dzięki swemu doradcy – Lejzorowi Fajnowi. 
W 1942 r. doszło w Grabówce do wydarzeń związanych z walkami pomiędzy dwoma frakcjami komunistycznej partyzantki wewnątrz GL/PPR, które zakończyły się pogromem w Ludmiłówce. W 1946 r. miejscowość została odznaczona Orderem Krzyża Grunwaldu III klasy.